# Chariesthes similis
Chariesthes similis là một loài bọ cánh cứng trong họ Cerambycidae.